# Riccardo Brengola
Riccardo Brengola (Napoli, 18 marzo 1917 – Roma, 16 maggio 2004) è stato un violinista italiano.

## Biografia
Riccardo Brengola nasce a Napoli il 18 marzo 1917 da Carlo e da Maria Esposito. Il padre, violoncellista, si è dedicato anche alla liuteria, ma le durissime condizioni economiche dell'immediato dopoguerra lo spingono, nel 1919, a emigrare con la moglie e il figlio in Marocco, dove a Casablanca apre un negozio di strumenti musicali, spartiti e dischi.
Quando Riccardo compie tre anni, Carlo decide di farne un violinista e gli costruisce con le sue mani il primo violino impartendogli lui stesso le lezioni. Il piccolo ha talento e gli insegnamenti paterni gli permettono, in breve, di eseguire in pubblico alcune musiche arabe. A sei anni viene iscritto al Conservatorio di musica e decorazioni di Casablanca e il suo maestro è Lucien Salin, proveniente dalla scuola di Lucien Capet.
Contemporaneamente al conservatorio, il bambino frequenta la scuola elementare spagnola dove fra l’altro è costretto a imparare la sua quarta lingua: parla infatti già francese, arabo e napoletano, mentre ancora ignora l'italiano. A undici anni si diploma al Conservatorio e nel 1929 Mussolini gli assegna una borsa di perfezionamento, consentendogli di trasferirsi a Roma, dove entra a far parte della scuola di Arrigo Serato. In pochi anni si diploma all'Accademia di Santa Cecilia di Roma e all'Accademia Musicale Chigiana di Siena.
Brengola partecipa allora a molti concorsi e vince premi prestigiosi, fra cui quello che a Taormina riunisce i vincitori di tutte le Rassegne nazionali del Premio Nicolò Paganini, e il Premio della Accademia Chigiana per il perfezionamento. Nel 1937 è l'unico italiano tra i vincitori del Primo concorso internazionale E. Ysaye di Bruxelles. Nel 1946 si aggiudica il primo premio del Concorso internazionale di esecuzione musicale di Ginevra.

Intanto, nel 1938, conosce a Siena la pianista Giuliana Bordoni, allieva del corso di perfezionamento di Alfredo Casella all'Accademia Chigiana. Lei ha diciotto anni, lui ventuno. Si sposano nel 1941, nella cappella del palazzo Chigi Saracini, sede dell'Accademia Chigiana: un matrimonio che dura quasi sessant'anni e dal quale nascono tre figli. Insieme formano anche un duo stabile che ha notevoli riconoscimenti in numerosi concerti in Italia e all'estero e che per la Rai registra, fra l'altro, l'integrale delle sonate di W. A. Mozart.

Giuliana Bordoni nel 1959

Nel 1939 il conte Chigi decide di fondare un nuovo complesso di musica da camera chiamato Quintetto Chigiano e, per costituirlo, sceglie alcuni dei migliori allievi dell’Accademia: Brengola, primo violino; Ferruccio Scaglia secondo violino (successivamente Mario Benvenuti e Angelo Stefanato); Giovanni Leone, viola; Lino Filippini, violoncello; Sergio Lorenzi, pianoforte). In pochi anni il Quintetto si conquista una fama internazionale, compie tournée in tutto il mondo e viene riconosciuto come uno dei migliori complessi con quell’organico. Malgrado ciò, Brengola non smetterà mai di affiancare all’attività cameristica quella di solista e direttore d'orchestra, disciplina, quest’ultima, alla quale si dedica dopo aver seguito i corsi di Paul van Kempen alla Chigiana.
Nel 1941 viene nominato insegnante di ruolo per meriti eccezionali al Conservatorio di Pesaro; poi sarà la volta di Venezia, Bologna, Napoli, Roma. Nel 1946 il conte gli affida la titolarità del corso di Musica di Insieme all'Accademia Chigiana, che conserva fino al 1997.
Nel 1966, l’anno dopo la morte di Guido Chigi, il Quintetto si trasforma nel Sestetto Chigiano d'Archi: ne fanno parte, oltre a Brengola, Giovanni Guglielmo (secondo violino), Mario Benvenuti e Tito Riccardi (viole), Alain Meunier e Adriano Vendramelli (violoncelli).
Brengola è per molti anni docente di Musica da Camera presso i Corsi di perfezionamento dell'Accademia di Santa Cecilia a Roma, di cui è Accademico e membro del Consiglio di Amministrazione, e tiene corsi e seminari nelle più prestigiose istituzioni musicali del mondo, fra le quali quelle che hanno sede a Buenos Aires, Barcellona, Dublino e Tokyo.
Nel corso della sua carriera suona numerosi strumenti: ricordiamo soprattutto i violini del liutaio bolognese Ansaldo Poggi, il "Contessa Crespi"(1747) di G.B. Guadagnini, il "Conte di Fontana" (1702) di A. Stradivari appartenuto a David Oistrakh, un Julius Caesar Gigli del 1777 e, negli anni Ottanta, uno strumento di Roberto Regazzi, liutaio bolognese.
La sua intensa attività concertistica è particolarmente dedicata alla riscoperta di opere di Boccherini per pianoforte e violino e per quintetto e sestetto, registrate anche su disco, e alla musica del Novecento, di cui è uno dei primi estimatori e un grande comunicatore: esegue, spesso in prima assoluta, lavori di Alfano, Mortari, Frazzi, Martucci, Malipiero, Casella, Ferrari, Respighi, Zafred, Lavagnino, Nordio, Busoni, Veretti, Pizzetti, Petrassi, Peragallo, Berio, Ravinale, e molti altri.
Fra le sue incisioni: le tre Sonate di Brahms con Pier Narciso Masi al pianoforte (UNICEF - FC UO 06, maggio 1982); i Quintetti di Boccherini, Bloch, Brahms, Schumann, Shostakovich, Dvorak (Decca, anni Cinquanta).
Le tournée all’estero e i corsi alla Chigiana lo mettono in contatto con i più celebri musicisti del Novecento, da Casella a Enescu, Franco Ferrara, Berio, Segovia, Casals, Oistrakh, Milstein, Celibidache, Giulini, Mehta, Gazzelloni e con molti di loro stringe belle amicizie.
Una delle sue passioni più autentiche è l'insegnamento (fra i suoi allievi vi sono anche Salvatore Accardo, Bruno Giuranna, Shoji Sayaka, Uto Ughi e il Quartetto di Tokyo), al quale si dedica con grande dedizione. Come ha scritto Constantin Zanidache, suo prezioso collaboratore per oltre vent'anni nei corsi all'Accademia Chigiana, "durante le lezioni era in grado di creare atmosfere di grandissima intensità ed emozione. Le sue lezioni, spesso durissime, facevano comunque innamorare gli allievi".
Di particolare rilievo, oltre a quella svolta presso l'Accademia di Santa Cecilia e l'Accademia Chigiana, è l'attività didattica svolta in Giappone all'Università di Tokyo negli anni 90, dovuta anche all’impegno e alla mediazione di Shuku Iwasaki, sua assistente alla Chigiana, e di Koko Kato, sua allieva e amica. È grazie a questa attività che Brengola stabilisce un rapporto personale di grande simpatia con l'imperatore Akihito e l'imperatrice Michiko. Nel 2003 il governo giapponese gli conferisce l'alta onorificenza "Ordine del Sol Levante" con la motivazione di aver contribuito a elevare il livello della musica in Giappone.
Fra le altre onorificenze meritevoli di essere citate ricordiamo il titolo di Commendatore della Repubblica Italiana, conferito dal Presidente Sandro Pertini nel 1982, e la Cittadinanza onoraria di Siena, del 1980.
Riccardo Brengola muore a Roma il 16 maggio 2004.
Nel 2017, in occasione del centenario della sua nascita, l’Accademia Chigiana gli dedica un omaggio con un concerto che si tiene a Siena il 10 luglio e che viene eseguito da un quintetto formato da Federico Guglielmo e Felice Cusano al violino, Laura Riccardi alla viola, Alain Meunier al violoncello e Anne Le Bozec al pianoforte.